# Julianna Andrejewna Awdejewa

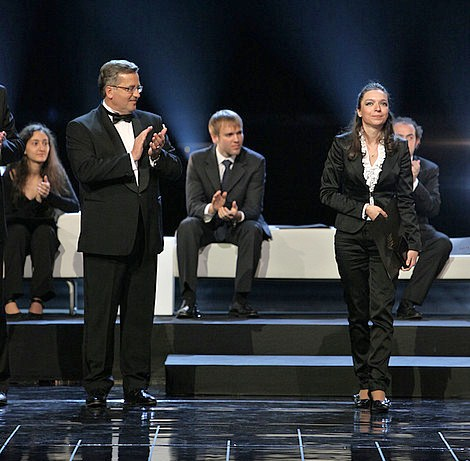
Julianna Awdejewa (2010), neben ihr der polnische Präsident Bronisław Komorowski.

Julianna Andrejewna Awdejewa (russisch Юлианна Андреевна Авдеева, englisch Yulianna Avdeeva; * 3. Juli 1985 in Moskau) ist eine russische Konzertpianistin.

## Werdegang
Awdejewa begann ihren Unterricht mit fünf Jahren an der staatlichen Gnessin-Musikschule in Moskau. Spätere Lehrer waren Wladimir Tropp und Konstantin Scherbakov, der sie an der Zürcher Hochschule der Künste unterrichtete. An der Internationalen Klavierakademie am Comer See nahm sie an Meisterkursen teil, unter anderem bei Fou Ts’ong, Dmitri Baschkirow und William Grant Naboré.
Internationale Anerkennung erhielt sie als Gewinnerin des Internationalen Chopin-Klavierwettbewerbs in Warschau 2010. Sie gewann diesen Preis als vierte Frau nach Halina Czerny-Stefańska und Bella Davidovich (beide 1949) sowie Martha Argerich (1965).
Sie lebt mit ihrer Familie seit 2010 in München.

## Auszeichnungen
- 2003 – 9. Europäischer Klavierwettbewerb Bremen  – 2. Platz
- 2006 – 61. Internationaler Genfer Musikwettbewerb – 2. Platz
- 2007 – 7. Internationaler Ignacy Jan Paderewski Klavierwettbewerb in Bydgoszcz – 2. Platz
- 2010 – 16. Internationaler Fryderyk Chopin Klavierwettbewerb in Warschau – 1. Platz und die beste Aufführung einer Sonate[2]

## Diskographie
Unter dem Label Mirare erschienen in den Jahren 2014, 2016 und 2017 die ersten CDs mit Solo-Einspielungen von Julianna Awdejewa.
- 2014: Franz Schubert: Drei Klavierstücke, D 946. Sergej Prokofieff: Klaviersonate Nr. 7 B-Dur op. 83. Frédéric Chopin: 24 Préludes op. 28 (2 CDs). Mirare.
- 2016: Wolfgang Amadeus Mozart: Klaviersonate Nr. 6 D-Dur, KV 284. Frédéric Chopin: Fantaisie f-moll op. 49. Franz Liszt: Après une lecture du Dante – Fantasia quasi sonata; Aida di Giuseppe Verdi – Danza sacra e duetto finale. Mirare.
- 2017: Johann Sebastian Bach: Englische Suite Nr. 2 a-moll, BWV 807; Toccata in D-Dur, BWV 912; Ouvertüre im französischen Stil h-moll, BWV 831. Mirare.
- 2017: Mieczysław Weinberg: Klavierquintett op. 18 (zusammen mit Weinbergs Kammersinfonien auf 2 CDs). ECM Records.
- 2019: Mieczysław Weinberg: Werke für Violine und Klavier. Klaviertrio op. 24. Mit Gidon Kremer (Violine) und Giedre Dirvanauskaite (Violoncello). Deutsche Grammophon.
- 2023: „Resilience“. Władysław Szpilman: Mazurek; Suite „The Life Of The Machines“. Dmitri Schostakowitsch: Klaviersonate Nr. 1 op. 12.  Mieczysław Weinberg: Klaviersonate Nr. 4 h-Moll op. 56. Sergej Prokofieff: Klaviersonate Nr. 8 B-Dur op. 84. Pentatone.
- 2024: „Chopin Voyage“. Frédéric Chopin: Nocturnes op. 62. Polonaise-Fantaisie op. 61. Barcarolle op. 60. Klaviersonate Nr. 3 h-Moll op. 58. Mazurkas op. 59. Pentatone.
- 2025: Dmitri Schostakowitsch: 24 Präludien und Fugen op. 87. Dmitri Schostakowitsch/Krzysztof Meyer: Präludium und Fuge cis-Moll (2 CDs). Pentatone.